# Sphaerowithius salomonensis
Sphaerowithius salomonensis är en spindeldjursart som först beskrevs av Beier 1966.  Sphaerowithius salomonensis ingår i släktet Sphaerowithius och familjen Withiidae. Inga underarter finns listade i Catalogue of Life.